# 술지게미

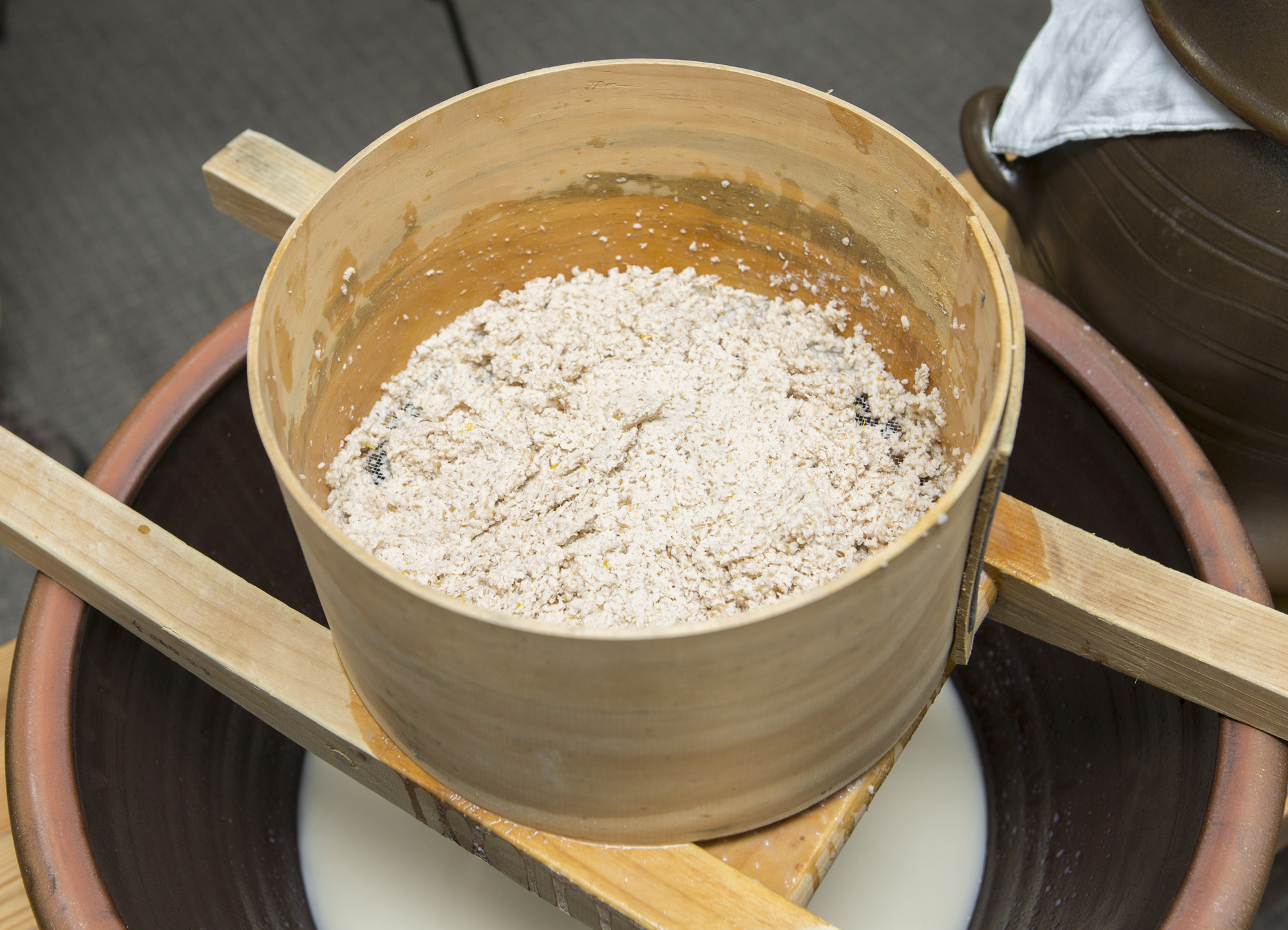
술지게미

술찌끼는 술을 거르고 남은 찌꺼기이다. 재강, 술비지, 조박(糟粕), 주조(酒糟)로도 부른다.
재강에 다시 물을 타서 모주를 짜내고 남은 찌꺼기는 지게미, 술지게미, 주박(酒粕), 주자(酒滓), 주재(酒滓), 주정박(酒精粕) 등으로 부른다.
증류기 곡물은 곡물을 발효시킨 후 알코올을 증류한 뒤 남은 찌꺼기이다. 미국에서는 에탄올 연료를 생산하는 과정에서 대량의 증류기 곡물이 생산되어 고단백 사료로 이용된다. 술지게미의 일종으로, 증류를 거치는 과정에서 알코올이 다 날라가서 동물사료로 매우 유용하다.

## 같이 보기
- 증류기 곡물
- 포도박